# アドニラム・ジャドソン
アドニラム・ジャドソン（Sr.Adoniram Judson、1788年8月9日 - 1850年4月12日）は、ビルマ（現：ミャンマー）で40年の間宣教師の働きをした人物である。
ビルマ宣教のため北米から遣わされた最初のプロテスタント宣教師である。彼は聖書をビルマ語に翻訳し、ビルマに複数のバプテスト教会を建てた。
しばしば、最初のビルマ宣教師と呼ばれるが、彼以前にもビルマを訪れた宣教師はいた。それでも、アドニラム・ジャドソンは最初の重要なビルマ宣教師と見なされている。

## 生い立ちから学生時代
ジャドソンは、マサチューセッツ州の牧師の家に長男として生まれた。1804年、16歳でブラウン大学に入学し、19歳の時首席で卒業した。その後「神の御前に厳粛な誓い」をし、アンドーヴァー神学校を1810年に卒業した。

## 参考
- 『リバイバル人物伝』新生宣教団